# ザーラ・レーヴィナ
ザーラ・アレクサンドローヴナ・レーヴィナ（英語: Zara Aleksandrovna Levina、ロシア語: Зара Александровна Левина、1906年2月5日 - 1976年6月27日）は、ウクライナ出身の作曲家、ピアニスト。

## 経歴
1906年、ロシア帝国シンフェロポリのユダヤ人の家庭で生まれた。オデッサ音楽院妹でピアノを学んだ後、モスクワ音楽院に入学してピアノを続ける一方、ニコライ・ミャスコフスキーとレインゴリト・グリエールに作曲を学んだ。音楽院在学中からロシア・プロレタリア音楽家同盟に加わり活動。1932年に卒業。
1976年、モスクワで死去。

## 作曲作品や特徴
セルゲイ・ラフマニノフ、アレクサンドル・スクリャービン、セルゲイ・プロコフィエフ、ルートヴィヒ・ヴァン・ベートーヴェン、ロベルト・シューマンを尊敬しており、作品にこの5人の影響は顕著である。ロマンスや子どもの歌などの合唱曲が多いが、2曲のピアノ協奏曲やピアノ独奏曲も残している。

## 家族・親族
- 最初の夫：ミハイル・セミョーノヴィチ・コソフスキー(Михаил Семёнович Косовский)は風刺詩人。
- 二番目の夫：ニコライ・チェンベルジ（ロシア語版）は作曲家。
- 娘：ワレンチナ・チェンベルジ(Чемберджи, Валентина Николаевна)は回想録作家。

## 文献
- Г. Поляновский. «Ода солдату» Зары Левиной // «Музыкальная жизнь», 1963, № 17.
- Н. Михайловская. Зара Левина. — М.: Советский композитор, 1969.
- Валентина Чемберджи. В доме музыка жила. — М.: Аграф, 2002.(『音楽家が暮らした家』ワレンチナ・チェンベルジ著,モスクワ, 2002.)